# Silvia Persico
Pour les articles homonymes, voir Persico.
Silvia Persico, née le 25 juillet 1997 à Alzano Lombardo, est une coureuse cycliste italienne, membre de l'équipe UAE Team ADQ, spécialiste du cyclo-cross. Sur route, elle a la particularité d'être à la fois performante en montagne et au sprint. En 2022, elle décroche la médaille de bronze au championnat du monde sur route et de cyclo-cross.

## Biographie
Silvia Persico est la sœur aînée de Davide Persico, également coureur cycliste.
Le 29 janvier 2022, elle crée la surprise en remportant la médaille de bronze aux championnats du monde de cyclo-cross. La veille, elle s'était imposée avec l'Italie sur le relais mixte par équipes, nouvelle épreuve-test des championnats du monde.
Sur les classiques, elle est dans les dix meilleures sur épreuves très différentes les unes des autres : Strade Bianche, Trofeo Alfredo Binda-Comune di Cittiglio ou Gand-Wevelgem. Au Tour d'Italie, elle est troisième du sprint de la sixième étape. Elle est dans le top 10 des trois étapes de montagne qui suivent, ce qui lui permet de se classer septième de l'épreuve. Au Tour de France, elle s'échappe avec Katarzyna Niewiadoma et Marianne Vos sur la deuxième étape et est devancée par la Néerlandaise au sprint. Après plusieurs top 10, elle est sixième de l'étape reine vers le Le Markstein, puis troisième en haut de la Planche des Belles Filles. Cela lui vaut une cinquième place au classement général.
Elle est sixième du Trofeo Alfredo Binda-Comune di Cittiglio. Au Tour des Flandres, elle mène l'ascension du Koppenberg avec Marlen Reusser. Après le Kruisberg, Lotte Kopecky et Persico forme un duo. La Belge produit son effort dans la vieux Quaremont et s'isole. Silvia Persico finit quatrième. Elle remporte l'un de ses plus beaux succès sur route jusque là sur la Flèche Brabançonne en remontant au sprint Demi Vollering. C'est aussi sa première victoire sur une course de printemps,. À l'Amstel Gold Race, elle est neuvième, puis huitième à la Flèche wallonne.
Au Tour d'Italie, Silvia Persico est dixième de la cinquième étape, cinquième le lendemain, puis sixième le surlendemain. Elle est quatrième du sprint de la huitième étape. Elle conclut l'épreuve à la huitième place. Au Tour de France, Silvia Persico est troisième de la deuxième étape au sprint, et prend la quatorzième place finale. Elle termine la saison avec une cinquième place des championnats d'Europe sur route.

## Palmarès sur route

### Par années
- 2019
  - 3e de la Coppa Caivano
- 2022
  - Gran Premio della Liberazione PINK
  - Memorial Monica Bandini
  - 4e étape du Ceratizit Challenge by La Vuelta
  - 2e de la Kreiz Breizh Elites Dames
  -  Médaillée de bronze du championnat du monde sur route
  - 3e du Festival Elsy Jacobs
  - 3e de la Konvert Kortrijk Koerse
  - 3e de la MerXem Classic
  - 5e du Tour de France
  - 7e du Tour de Burgos
  - 7e de la RideLondon-Classique
  - 7e du Tour d'Italie
  - 8e du Trofeo Alfredo Binda-Comune di Cittiglio
  - 9e de Gand-Wevelgem
  - 10e des Strade Bianche
- 2023
  - Flèche brabançonne
  - 2e du championnat d'Italie sur route
  - 2e du Grisette Grand Prix de Wallonie
  - 3e du Tour des Émirats arabes unis
  - 4e du Tour des Flandres
  - 5e du Tour de Romandie
  - 5e du championnat d'Europe sur route
  - 6e du Trofeo Alfredo Binda-Comune di Cittiglio
  - 8e de la Flèche wallonne
  - 8e du Tour d'Italie
  - 9e de l'Amstel Gold Race
  - 9e du Tour de Burgos
- 2024
  - Grand Prix du Morbihan Féminin
  - 2e du Gran Premio della Liberazione
  - 2e des Trois vallées varésines
  - 7e du Tour des Flandres
  - 8e du Tour des Émirats arabes unis
  - 8e du Trofeo Alfredo Binda-Comune di Cittiglio
- 2025
  - 2e du Trofeo Binissalem-Andratx
  - 2e du Tour des Émirats arabes unis
  - 3e du Trofeo Palma Feminina
  - 5e de l'Amstel Gold Race

### Résultats sur les grands tours

#### Tour d'Italie
4 participations
- 2022 : 7e
- 2023 : 8e
- 2024 : 36e
- 2025 : 28e

#### Tour de France
3 participations
- 2022 : 5e
- 2023 : 14e
- 2024 : 68e

#### Tour d'Espagne
1 participation
- 2023 : 12e

### Classements mondiaux
| Année                                 | 2016 | 2017 | 2018 | 2019 | 2020 | 2021 | 2022 | 2023 | 2024 |
| ------------------------------------- | ---- | ---- | ---- | ---- | ---- | ---- | ---- | ---- | ---- |
| Classement UCI                        | 377e | 176e | 153e | 353e | 340e | 130e | 8e   | 10e  | 43e  |
| UCI World Tour                        | nc   | nc   | 98e  | 166e | 98e  | 86e  | 14e  | 10e  | 43e  |
|                                       |      |      |      |      |      |      |      |      |      |
| Légende : nc = non classéSource : UCI |      |      |      |      |      |      |      |      |      |

## Palmarès en cyclo-cross
- 2016-2017
  - 2e du championnat d'Italie de cyclo-cross espoirs
- 2017-2018
  - 3e du championnat d'Italie de cyclo-cross espoirs
  - 8e du championnat d'Europe de cyclo-cross espoirs
- 2018-2019
  - 2e du championnat d'Italie de cyclo-cross espoirs
  - 4e du championnat du monde de cyclo-cross espoirs
- 2021-2022
  -  Championne d'Italie de cyclo-cross
  - Gran Premio Mamma & Papà Guerciotti AM, Crémone
  -  Médaillée de bronze du championnat du monde de cyclo-cross
  - 9e du championnat d'Europe de cyclo-cross
- 2022-2023
  -  Championne d'Italie de cyclo-cross
  - Gran Premio Val Fontanabuona, San Colombano Certénoli
  - 38^ GP Città di Vittorio Veneto, Vittorio Veneto
  - Ciclocross del Ponte Fae'di Oderzo, Faè
  - Gran Premio Internazionale CX Città di Jesolo, Jesolo
  - Swiss Cyclocross Cup #5, Meilen
  - 4e du championnat du monde de cyclo-cross

## Palmarès en gravel
- 2023
  -  Médaillée d'argent du championnat du monde de gravel
- 2024
  -  Médaillée d'argent du  championnat d'Europe de gravel

## Distinctions
- Oscar TuttoBici féminin : 2023